# المنتدى السوري
المنتدى السوري هي منظمة غير ربحية، غير سياسية، مسجّلة في تركيا، وله شراكات مع ممثلين عنه في كلّ من النمسا والولايات المتحدة الأمريكية، بدأ عمله في عام 2011.
يضم المنتدى السوري 6 مؤسسات متخصصة، إضافة إلى فريق عمل مكون من 559 عضواً.
يعمل المنتدى السوري من خلال 10 مكاتب موزّعة بين سورية، تركيا، النمسا والولايات المتحدة الأمريكية، بالإضافة إلى مكتب قيد الإنشاء في الأردن.
يسعى المنتدى إلى خدمة القضية السورية في مجالات الحياة كافّة، وتمكين أهلها من تجاوز التحديات، تمهيداً لبناء مجتمع العدل والكرامة القائم على القدرات الذاتية وتمكين المجتمع السوري لبناء مستقبله، على الصُعد الاجتماعية والثقافية والاقتصادية والسياسية وفق رؤية معاصرة، متّسقة مع ثقافة سورية وخلفيتها الحضارية.

## الأهداف
- تمكين وتنمية المجتمع المدني، ومواصلة الاستثمار بمشروع الإدارة المحلية.
- بناء القدرات وتوسيع الآفاق نحو مجتمع الفاعلية والتمكّن والاقتدار.
- تعزيز الاكتفاء الذاتي من خلال دعم المشاريع التنموية.
- طرح الحلول والسياسات في مسائل لها علاقة حيوية بالواقع السوري والسياق الإقليمي.
- تعزيز الثقافة السياسية القادرة على بناء المؤسسات الديمقراطية في البلد.